# Fensmark
Fensmark – miasto w Danii, w regionie Zelandia, w gminie Næstved.